# Eurytanië
Eurytanië of Evrytania (Grieks: Ευρυτανία) was een departement (nomos) in de Griekse regio Centraal-Griekenland. De hoofdstad is Karpenisi en het departement had 32.053 inwoners (2001).
Het departement is in 1947 gevormd uit het departement Etolia-Akarnania.

## Geografie
Eurytanië wordt voor het grootste deel bedekt met bergen, inclusief de Tymfristos en de Panaitoliko in het zuiden en het berggebied van Agrafa in het noorden. In het westen stroomt de rivier de Acheloos, in het oosten de rivieren de Agrafioti en de Megdova, die naar de Ionische Zee stroomt. Eurytanië heeft tevens een skicentrum en is een van de dunstbevolkte departementen van Griekenland en gebruikt daarom ook één netnummer.

## Plaatsen[3]
Door de bestuurlijke herindeling (Programma Kallikrates) werden de departementen afgeschaft vanaf 2011. Het departement Eurytanië werd een regionale eenheid (perifereiaki enotita). Er werden eveneens gemeentelijke herindelingen doorgevoerd, in de tabel hieronder “GEMEENTE” genoemd.
| Plaats       | Hoofdplaats (vroeger) | Postcode | GEMEENTE  | Hoofdplaats van de gemeente |
| ------------ | --------------------- | -------- | --------- | --------------------------- |
| Agrafa       |                       | 360 73   | Agrafa    | Kerasochori                 |
| Aperantia    | Granitsa              | 360 72   | Agrafa    | Kerasochori                 |
| Aspropotamos | Raptopoulo            | 360 70   | Agrafa    | Kerasochori                 |
| Domnista     | Krikello              | 360 76   | Karpenisi | Karpenisi                   |
| Fourna       |                       | 360 80   | Karpenisi | Karpenisi                   |
| Fragkista    |                       | 360 71   | Agrafa    | Kerasochori                 |
| Karpenísi    |                       | 361 00   | Karpenisi | Karpenisi                   |
| Ktimenia     | Agia Triada           | 360 80   | Karpenisi | Karpenisi                   |
| Potamia      | Megalo Chorio         | 360 75   | Karpenisi | Karpenisi                   |
| Prousos      |                       | 360 74   | Karpenisi | Karpenisi                   |
| Viniani      | Kerasochori           | 360 71   | Agrafa    | Kerasochori                 |